# Harald Schäfer (Regisseur)
Harald Schäfer (* 15. Januar 1931 in Burkhards, heute Stadtteil von Schotten; † 9. September 2001 in Berlin) war ein deutscher Regisseur, Schauspieler, Drehbuchautor und Synchronsprecher, der unter anderem durch seine Filme für die Augsburger Puppenkiste bekannt wurde.

## Leben

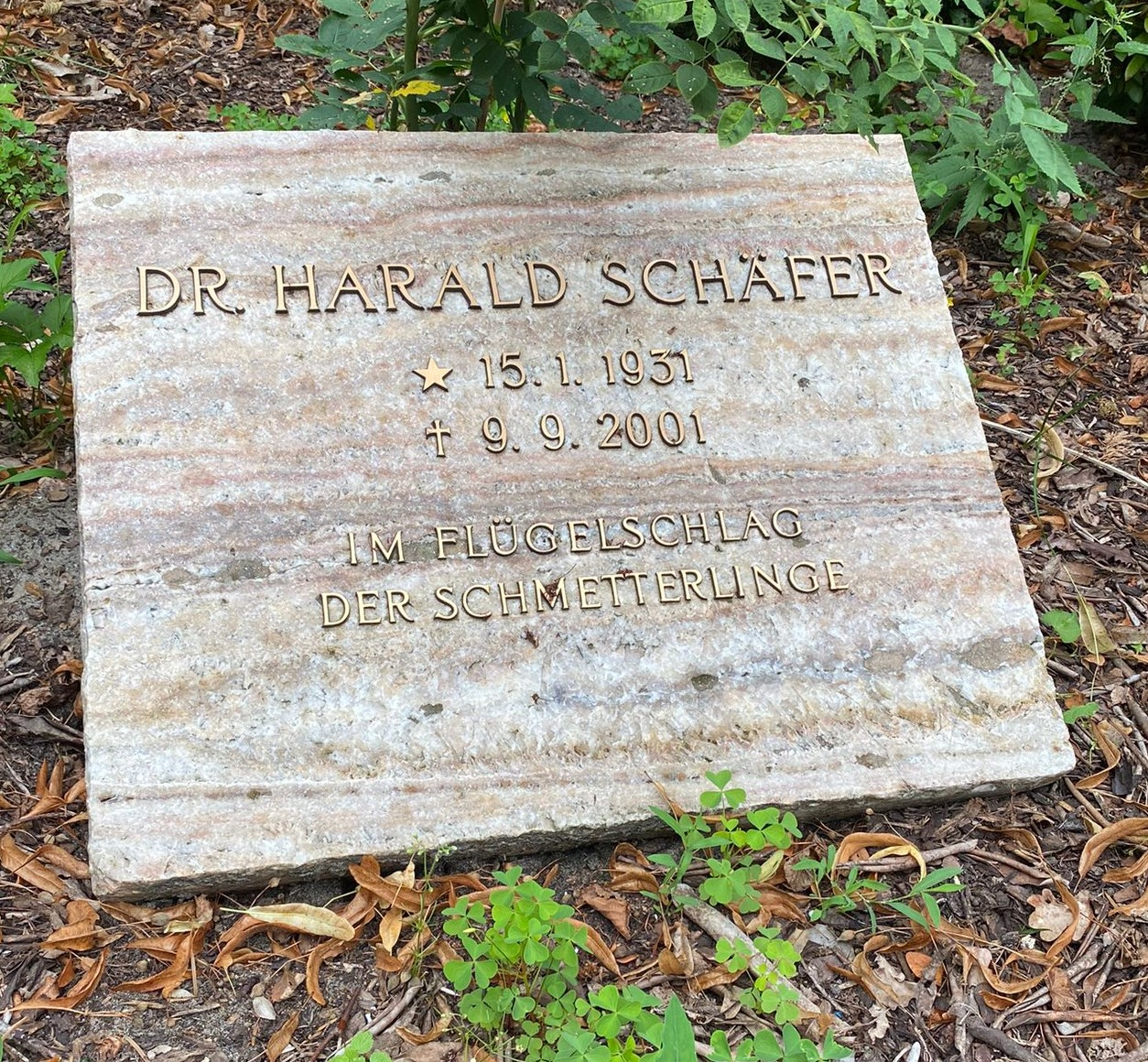
Grabstätte auf dem Alten Friedhof Wannsee

Harald Schäfer wurde als Sohn von Erna Schäfer, geborene Koch, und ihres Mannes Heinrich-Wilhelm Schäfer, einem Lehrer und Schulrat, geboren. Er studierte in Frankfurt am Main und Marburg Europäische Ethnologie, Musikwissenschaft und Germanistik. Während des Studiums arbeitete er von 1952 bis 1956 an den Städtischen Bühnen in Frankfurt am Main als Regieassistent bei Opern und Operetten. Außerdem zusätzlich noch als Schauspieler bzw. Komiker. Als Regieassistent war er unter anderem für Bertolt Brecht, Harry Buckwitz, Erwin Piscator, Ernst Legal, Klaus Völker, Lothar Müthel, Arno Assmann, Fritz Kortner und Lis Verhoeven tätig. 1956 wurde der Doktor der Philosophie dann Regisseur beim Fernsehen des Hessischen Rundfunks und insbesondere der Augsburger Puppenkiste. Er war Jury-Mitglied der Deutschen Vorausscheidung zum Grand Prix Eurovision und Regisseur öffentlicher Großveranstaltungen wie des Deutschen Katholikentags in Freiburg 1978. In den 1980er Jahren war er zudem als Regisseur für das hessische Staatstheater Darmstadt tätig. Zeitweise hatte er einen Lehrauftrag für Ethnologie an der Universität Marburg. Er war Autor und Regisseur zahlreicher Fernsehproduktionen für beinahe alle deutschen Sender, darunter Musik-Shows, Familien- und andere Unterhaltungssendungen sowie Dokumentationen. Schäfer lebte unter anderem in Dietzenbach-Steinberg, war ab 1958 mit Christa Schäfer, geborene Laukhardt, verheiratet, hatte eine Tochter (Tanja) und starb in Berlin.
Seine letzte Ruhestätte fand Harald Schäfer auf dem Alten Friedhof Wannsee.

## Ehrungen und Auszeichnungen
- 1971: 1. Preis und Preis der Kritiker beim Ethnologischen Filmfestival in Ungarn
- 1978: 3. Preis beim Internationalen Touristik-Film-Festival in Tarbes (Frankreich), für Mit dem Jet zu Dornröschen

## Inszenierungen (Auswahl)
- 1954: Pygmalion (mit Werner Finck in Baden-Baden)
- 1980: Der Erzbischof ist da (von Peter Sattmann), Darmstadt
- 1981: Draußen vor der Tür (von Wolfgang Borchert), Darmstadt
- 1982: Vor dem Ruhestand (von Thomas Bernhard), Darmstadt

## Filmografie (Auswahl)

### Als Regisseur
- 1960–1967: Die Firma Hesselbach
- 1961: Jim Knopf und Lukas der Lokomotivführer
- 1962: Jim Knopf und die wilde 13
- 1963: Der kleine dicke Ritter Oblong Fitz-Oblong
- 1964: Kater Mikesch
- 1965: Der Löwe ist los!
- 1966: Kommt ein Löwe geflogen
- 1967: Der Räuber Hotzenplotz
- 1967: Die Museumsratten
- 1968: Bill Bo und seine Kumpane
- 1969: Urmel aus dem Eis
- 1979: Schlaraffenland: Berlin
- 1980: Die Leute vom Domplatz
- 1982–1985: Ein Abend mit Georg Thomalla
- 1981: Zum blauen Bock
- 1987: Hessische Geschichten
- 1990: Porträt – Marcel Reich-Ranicki
- 1992: Dinner for one mit Bodo Maria
- 1994: Die Montagsmaler (31. Januar 1994)
- 1996–1998: Das große Los

### Als Schauspieler/Synchronsprecher
- 1963: Die Firma Hesselbach
- 1967: Die Museumsratten
- 1968: Bill Bo und seine Kumpane

### Als Drehbuchautor
- 1967: Die Museumsratten

## Bibliografie
- Die Familie vor und auf dem Bildschirm. 1973.
- Die Leute vom Domplatz. 1980.